# Vasili Marguélov
Vasili Filípovich Marguélov (en ruso: Василий Филиппович Маргелов; Yekaterinoslav, Imperio ruso, 27 de diciembre de 1908 - Moscú, Unión Soviética, 4 de marzo de 1990) fue un general de ejército soviético condecorado como Héroe de la Unión Soviética. Marguélov fue el comandante en jefe de las Tropas Aerotransportadas durante más de veinte años, siendo uno de los máximos responsables de su modernización.

## Biografía
Hijo de un trabajador de la metalurgia, Vasili Marguélov nació el 27 de diciembre de 1908 en Ekaterinoslav, actualmente Dnepropetrovsk (Ucrania). En 1928, entró en el Ejército Rojo, graduándose en la escuela militar de Bielorrusia tres años más tarde.
En 1939, participó en la invasión de Polonia y la Guerra de Invierno contra Finlandia. Durante la Segunda Guerra Mundial, fue comandante de un regimiento que luchó en Stalingrado y en 1944 pasó a ser el comandante de la 49.ª División de Fusileros, con la cual cruzó el Dniéper y liberó la ciudad de Jersón, lo cual le valió el título de Héroe de la Unión Soviética. Tras acabar la guerra, Vasili Marguélov encabezó un regimiento durante el Desfile de la Victoria en Moscú.
En 1948, Marguélov fue asignado a dirigir la 76.ª División Aerotransportada, y en 1954 fue nombrado comandante en jefe de las Tropas Aerotransportadas (VDV). Marguélov desempeñó este cargo durante los periodos 1954-1959 y 1961-1978. Durante este tiempo, las VDV fueron modernizadas, haciendo uso de vehículos de combate de infantería y artillería autopropulsada, algo poco común entre las fuerzas aerotransportadas.
Vasili Marguélov murió en Moscú el 4 de marzo de 1990.

## Condecoraciones

### Condecoraciones soviéticas
| Condecoración | Condecoración                                                                | Observaciones          |
| ------------- | ---------------------------------------------------------------------------- | ---------------------- |
|               | Héroe de la Unión Soviética                                                  |                        |
|               | Orden de Lenin                                                               | 4 recibidas            |
|               | Orden de la Revolución de Octubre                                            |                        |
|               | Orden de la Bandera Roja                                                     | 2 recibidas            |
|               | Orden de Suvórov                                                             | 2.ª clase              |
|               | Orden de la Guerra Patriótica                                                | 1.ª clase, 2 recibidas |
|               | Orden de la Estrella Roja                                                    |                        |
|               | Orden del Servicio a la Patria en las Fuerzas Armadas                        | 2.ª clase              |
|               | Orden del Servicio a la Patria en las Fuerzas Armadas                        | 3.ª clase              |
|               | Medalla del Centenario de Lenin                                              |                        |
|               | Medalla por la Defensa de Leningrado                                         |                        |
|               | Medalla por la Defensa de Odesa                                              |                        |
|               | Medalla por la Defensa de Stalingrado                                        |                        |
|               | Medalla de la victoria sobre Alemania en la Gran Guerra Patriótica 1941-1945 |                        |
|               | Medalla del 20.º Aniversario de la Victoria en la Gran Guerra Patria         |                        |
|               | Medalla del 30.º Aniversario de la Victoria en la Gran Guerra Patria         |                        |
|               | Medalla del 40.º Aniversario de la Victoria en la Gran Guerra Patria         |                        |
|               | Medalla por la Conquista de Budapest                                         |                        |
|               | Medalla por la Conquista de Viena                                            |                        |
|               | Medalla de Veterano de las Fuerzas Armadas de la URSS                        |                        |
|               | Medalla por el Fortalecimiento de la Cooperación Militar                     |                        |
|               | Medalla del 30.º Aniversario de las Fuerzas Armadas de la URSS               |                        |
|               | Medalla del 40.º Aniversario de las Fuerzas Armadas de la URSS               |                        |
|               | Medalla del 50.º Aniversario de las Fuerzas Armadas de la URSS               |                        |
|               | Medalla del 60.º Aniversario de las Fuerzas Armadas de la URSS               |                        |
|               | Medalla del 70.º Aniversario de las Fuerzas Armadas de la URSS               |                        |
|               | Medalla Conmemorativa del 250.º Aniversario de Leningrado                    |                        |
|               | Premio del Estado de la URSS                                                 |                        |

### Condecoraciones extranjeras
| Condecoración | Condecoración                             | País                          | Observaciones      |
| ------------- | ----------------------------------------- | ----------------------------- | ------------------ |
|               | Orden de la República Popular de Bulgaria | Bulgaria                      | 2.ª clase          |
|               | Orden de la República Popular de Hungría  | Hungría                       | 3.ª clase          |
|               | Orden Polonia Restituta                   | Polonia                       | Cruz de Comandante |
|               | Orden de Tudor Vladimirescu               | Rumania                       | 2.ª clase          |
|               | Orden de Tudor Vladimirescu               | Rumania                       | 3.ª clase          |
|               | Orden de la Bandera Roja                  | Mongolia                      |                    |
|               | Orden de Klement Gottwald                 | Checoslovaquia                |                    |
|               | Estrella de Amistad entre Naciones        | República Democrática Alemana | de plata           |
|               | Estrella de Bronce                        | Estados Unidos                |                    |
|               | Legión al Mérito                          | Estados Unidos                |                    |